# 丛林大盗
名词丛林大盗(英文：Bushranger)，最早出现于英国在澳大利亚建立殖民地初期，所指的是一群以澳大利亚丛林为掩护，逃避官府追捕的逃犯。到了19世纪20年代，“丛林大盗”一词经过演变，专指那些以丛林为基地，依靠武装抢劫为生的人。现今，《劍橋英語-漢語（繁體）詞典》将其定义为“叢林地帶的罪犯（或土匪）”。
丛林抢劫兴起于维多利亚淘金热时期（19世纪50年代至19世纪60年代）。当时，本·霍尔（Ben Hall）、弗兰克·加德纳（Frank Gardiner）和约翰·吉尔伯特（John Gilbert）等人领导着一些声名狼藉的帮派，活跃于新南威尔士州的乡村地区。这些“野蛮的殖民地男孩（The Wild Colonial Boy）”大多出生在澳大利亚且大多是流放囚犯之后，类似于英国的“拦路强盗”和美國舊西部时期（19世纪50年代至20世纪10年代）的法外之徒，他们常犯包括抢劫小镇银行和打劫长途汽车在内的罪行。他们还在其他臭名昭著的罪案，如丹·摩根（Dan Morgan）、克拉克兄弟（the Clarke brothers）和奈德·凱利（澳大利亚最著名的丛林大盗）所犯的罪案中谋杀了许多警察。由于警力的提升、铁路运输技术及电报等通讯技术的改进，丛林大盗的数量减少了。尽管在20世纪早期丛林大盗时有出现，但大多数历史学家认为凯利在1880年的被捕和处决实际上代表了丛林抢劫时代的终结。
虽然其他地区也出现了几个著名的丛林大盗，但是丛林抢劫主要发生于澳大利亚东部的殖民地，加上其持续近一个世纪的活跃期，丛林抢劫对澳大利亚产生了巨大的影响。囚犯流放体系作为丛林抢劫的根源，孕育出一种独特的，常常带有爱尔兰政治背景的亡命之徒。土生土长的丛林大盗也代表着新生的澳大利亚民族主义观，被认为是“第一个得到公认的、独一无二的澳大利亚特色”。因此，一些丛林大盗摇身一变成了民间英雄，成了反抗当局的象征，因其勇敢、粗犷的骑士精神和丰富多彩的个性而受到钦佩。然而，现实却与艺术和流行文化所刻画的浪漫情节截然不同，与艺术和流行文化中的浪漫刻画形成鲜明对比的是，丛林大盗往往过着“肮脏、野蛮”的生活，一生也是“短暂的”，有些人因残忍和嗜血而臭名昭著。因此，澳大利亚人对丛林大盗的态度仍然是复杂而矛盾的。